# Au one My Page
au My Pageとは、KDDIが提供するポータルサイト。2007年9月27日に、au My Pageから名称が変更になった。
2011年3月31日にサービス終了。

## 主なサービス

### 最新情報
興味があるジャンル、年齢、性別を登録し、それらに基づいて関連する最新情報を提供する。

### Myツール
- au one メール
- マイページ
- au one カレンダー
- au one アルバム
- au one ブログ
- au ショッピングモール
- auオークション
など

### Myサイト
ご利用サイト
月額会員・最近利用した有料サイトを表示する。
訪問したサイト
最近訪問したEZweb公式サイトを表示する。

### お預かりデータ
携帯電話のメニュー操作または、「ケータイデータ預けて安心アプリ」により、次のデータを100MBまで保存できる。
アドレス帳
メール
設定により、受信・送信したEメールを自動的に保存する。CDMA 1X WIN専用。
データフォルダ
著作権フラグのないデータを保存する。
お気に入りURL

## パソコンでの利用
au one-IDを取得し、PC利用設定をすることで、au oneからau one My Pageを利用できる。